# Kosovo
Kosovo (albansko Kosovë, Kosova, srbsko Косово, latinizirano: Kosovo) je delno priznana republika v Jugovzhodni Evropi. Na Kosovu živi skoraj dva milijona prebivalcev, od tega 93 % Albancev, 1,5 % Srbov ter drugih etničnih skupnosti (Turkov, Romov, Bošnjakov, Hrvatov, Črnogorcev, Gorancev itd.). Glavno in največje mesto Kosova je Priština.
Po kosovski vojni leta 1999 je Resolucija 1244 Varnostnega sveta Združenih narodov določila, da je Kosovo ozemlje pod oblastjo Začasne upravne misije Združenih narodov na Kosovu (UNMIK), katerega varnost zagotavlja Kosovska sila (KFOR) pod poveljstvom Nata, in pravno potrdila suverenost Srbije nad območjem. Po neuspešnih pogajanjih o ustavnem statusu Kosova pod pokroviteljstvom Združenih narodov je 17. februarja 2008 prehodna kosovska vlada enostransko razglasila neodvisnost od Srbije. Kot samostojno državo jo mednarodno priznava 97 od 193 držav članic Združenih narodov (stanje september 2020), 5. marca 2008 jo je priznala tudi Slovenija. Stališče Srbije in držav, ki ne priznavajo samostojnosti Kosova, je, da je Kosovo srbska pokrajina z imenom Avtonomna pokrajina Kosovo in Metohija (srbsko Аутономна покрајина Косово и Метохија, Autonomna pokrajina Kosovo i Metohija, tudi Kosmet; albansko Krahina Autonome e Kosovës dhe Metohisë).
Republika Kosovo leži v središču Balkanskega polotoka in obsega območje zgodovinskih pokrajin Kosova in Metohije. Severno in vzhodno meji na nesporno ozemlje Srbije, zahodno na Črno goro ter južno na Albanijo in Severno Makedonijo. Je članica Mednarodnega denarnega sklada in Svetovne banke.

## Zgodovina

### Antična zgodovina
Kosovo je bilo v antiki znano pod imenom Dardanija. Tam so živela ilirska plemena, ki so se preživljala s kmetijstvom, pozneje pa so se tja naselila slovanska plemena (7. stoletje). Pred rimskim obdobjem je bilo območje Kosova središče ilirskega kraljestva Dardancev. Konstantin veliki in bizantinski cesar Justinijan sta se rodila v Dardaniji.
Dardanija je bila rimska in bizantinska provinca na Balkanu. Od leta 87 do 284 je bila neformalna pokrajina v Meziji, potem pa je kot provinca postala del Mezijske dioceze (293–337). Ime je dobila po Dardancih, ki so bili v pokrajini naseljeni že pred rimsko osvojitvijo Balkana (28 pred n. št. – 6 n. št.).
Etimologijo imena Dardanija se povezuje z albansko besedo darda - hruška.[1] Dardanija je bila naseljena z Iliri in Tračani[4][5] ter kasneje s Kelti[3][4] Po rimski osvojitvi Ilirije leta 168 pr. n. št. so Rimljani pokrajino kolonizirali in zgradili več mest.[6]

### Srednji vek
Slovani so naselili balkan v 6. stoletju . Na Kosovu je bilo leta 1072 obnovljeno nekdanje Bulgarsko cesarstvo. Trajno so osvojili to območje od Bizantinskega cesarstva v 11. in 12. stoletju. Kasneje v 13. stoletju je tu nastalo središče srbske monarhije in pravoslavja in to ostane njen del vse do Kosovske bitke leta 1389, ko v 15. stoletju pade pod turško oblast. V 14. stoletju so prišli trgovci iz Dubrovniške republike in dobili velika pooblastila od srbskih vladarjev (današnji hrvaški Janjevci).

### Turška oblast
Kosovo kot Sandžak in sestavni del Rumelije obstaja od leta 1455, leta 1878 pa se reformira v vilajet. V obdobju turške oblasti je bilo krščansko prebivalstvo islamizirano. Srbija trdi, da je bilo prebivalstvo splošno zamenjano z muslimanskimi Albanci in ta pojem, da so kosovski Albanci pozni migranti, je napačen, ki ga je oblikovala propagandna skupina srbskih kolonizacijskih projektov 19. in 20. stoletja. Leta 1937 Vaso Čubrilović omenjal kampanjo 1878 kot velik uspeh, ki je bil posneman na Kosovskem vilajetu. Albanska krajevna imena in naselja, so zapisana v slovanskih in otomanskih registrih v 13. do 15. stoletju.

Med letoma 1910 do 1912 je trajala albanska narodna vstaja proti turški oblasti na Kosovu.
- Kosovski vilajet, 1875–1878
- Kosovski vilajet, 1881–1912

#### Priseljevanje Srbov in Albancev v Habsburško monarhijo iz Kosova leta 1690 in 1737–39
Pripoved o migraciji je del srbske identitetne pripovedi. Gre za narodno-religiozni mit s junaško tematiko. Frederic Anscombe predlaga, da je skupaj z drugimi pripovedmi o kosovskem mitu osnova srbskega nacionalizma, ki je spodbudila spore. Po mnenju Fredericka Anscomba velika migracija romantično nacionalno zgodovino usklajuje s pozno moderno resničnostjo, saj kosovske Albance prikazuje kot potomce presaditev, ki jih sponzorira Otomanska vlada, ki so se naselili po izgonu srbskega prebivalstva in domnevno prevzeli nadzor nad ozemljem, s tem ponovitev "druge kosovske bitke" in nenehni boji za svobodo. Malcolm in Elsie navajata, da so se različne vojne migracije dogajale zaradi vojne Svete lige (1683–1699), ko je tisoče beguncev našlo zatočišče na novi habsburški meji. Saggau navaja, da sodobna prilagoditev in popularizacija migracij črpata navdiha Vuka Karadžića in Petra II Petrovića-Njegoša, pred tem pa še nista bila sestavni del srbske narodne identitete. Maroš Melichárek je po besedah Maroša Melicháreka prikazan tudi s srbsko nacionalno simboliko. Znamenito sliko Paje Jovanovića, ki jo je leta 1896 naročil patriarh Georgije Branković, so primerjali z opazno ameriško sliko Emanuela Leutzeja Washingtona, ki je prestopil Delaver. Upodobitev in simbolika velike srbske migracije je še vedno zelo močna in ažurna. Profesor zgodovine Maroš Melichárek omenja, da so bile opravljene tudi druge primerjave velikih migracij, na primer z velikim umikom, in s fotografijo Srbov, ki bežijo iz Republike Srbske krajine. Med begunci, ki so se v tistem času preselili na ozemlja, ki so prevladovala Avstrija, je bilo tudi veliko Albancev, vzhodno-pravoslavnih in katoliških. Naselili so se predvsem v Syrmiji in sosednjih regijah, znotraj meja Habsburške monarhije, ki vključuje katoliške Albance in Klimente, ki so naselili tri vasi v Sirmiji.

#### Izgon Albancev in naselitev Kosova iz juga Srbije 1877–78
V letih 1877–78 so bili Albanci v Nišu žrtve genocida in izgona. Regija je bila etnično očiščena Albancev in nadomeščena s srbskimi naseljenci iz daljnih regij.
Izgon Albancev (Iseljavanje Arnauta /srbsko: Iseљавање Арнаута) je bil naslov predavanja srbskega oz. jugoslovanskega zgodovinarja Vasa Čubrilovića (1897–1990) 7. marca 1937. Besedilo je opisovalo dinamiko etnične sestave Kosova in drugih albanskih naseljenih območij v Jugoslaviji od srednjega veka do danes. Medtem ko je pojasnjevanje, zakaj vse prejšnje metode jugoslovanskih oblasti za uničenje etnične večine Albancev na teh območjih, na primer počasna kolonizacija ali agrarne reforme, doslej ni uspela, je v podrobnosti predlagalo radikalno rešitev, množični izgon Albancev. Čubrilović je izgon videl kot geopolitični ukrep za preprečevanje morebitnega albanskega iredentizma.
V prispevku je opisana radikalna rešitev, množični izgon Albancev. Čubrilović je predlagal, naj se Albanci prisilijo, da se prostovoljno odselijo z nadlegovanjem in naseljevanjem Srbov, ter države pozval na pomoč, da naj "Arnaut (Albanec) trpi, kolikor lahko". To bi storili z denarnimi kaznimi, aretacijami, neusmiljeno uporabo vseh policijskih predpisov, kaznovanjem, tihotapljenjem, krčenjem gozdov in nasiljem. Uporabili bi neusmiljeno pobiranje davkov in zaprli vse javne šole. Albanske domove in vasi bi lahko požgali, kar se nanaša na izgone Albancev v Nišu in Kuršumliji 1877–78. Čubrilović je opisal, da bi ga četniki in paravojaki lahko koristili, če bi pritiskali na Albance, naj odidejo, zaradi česar je "najučinkovitejše sredstvo". Njihovo zemljo je bilo treba zapleniti in dati črnogorskim in srbskim naseljencem ter tako spremeniti etnično strukturo. Te metode bi povzročile etnično čiščenje.
Čubrilović je menil, da so Albanci nacionalistični, plemenski, fanatični, vraževerni in da so bili prejšnji načrti za izgon, kot so bili sprejeti znotraj širše regije leta 1878 na območjih, kot sta Toplica in doline Morava, ki jih je Srbija dobila s San Stefanskim sporazumom leta 1877/78, bi bil edini učinkovit način. Predlagal je, da se Albanci imenujejo Turki in naj se njihovo življenje čim bolj bedno prisili v odhod. Dogovori so na koncu pripeljali do preselitve več deset tisoč kosovskih Albancev v Turčijo in v Kosovo.

### 1912–1918
Albanija je 28. novembra 1912 razglasila neodvisnost. Londonska konferenca je bila 29. julija 1913, kjer so veleposlaniki šestih velikih sil tistega časa (Velika Britanija, Francija, Nemčija, Avstro-Ogrska, Rusija in Italija razdelili Albanijo na več delov, kjer je Srbija pridobila Kosovo, Črna gora pa Metohijo (večji, zahodni del), v katerih sestavi je ostalo do leta 1918, delno pa tudi v kasnejših državnih tvorbah. V srbskem delu Kosova in Metohije je leta 1913 nastal velika albanska vstaja, ki je bila vzrok za posredovanje vojske. Po vojaškem zlomu Srbije leta 1915 in Črne gore leta 1916, območje Kosova okupirajo enote Avstro-Ogrske in Bulgarije. Z razdelitvijo Albanije so pustili albansko prebivalstvo na obeh straneh meje.
Srbsko-francoska vojska, po preboju Solunske fronte, zavzame območje leta 1918. Kosovo postane sestavni del Jugoslovenske kraljevine decembra istega leta.

### Jugoslovanski državni program - Kolonizacija Kosova (1918–1941)
Kolonizacija Kosova je bil uradni jugoslovanski državni program, ki se je začel v obdobju (1918–1941), katerega namen je bil zmanjšati prisotnost Albancev in povečati srbsko prisotnost. V obdobju kolonizacije se je med 60.000 in 65.000 registriranih kolonistov, od katerih je bilo več kot 90 odstotkov Srbov, naselilo na ozemlju nekdanjega kosovskega Vilajeta, ujetega iz Otomanskega cesarstva leta 1912.
Upoštevati je treba, da je to verjetno konzervativna številka, saj je težko ekstrapolirati, koliko naseljencev bi bilo neregistriranih, saj se tovrstna dejanja ponavljajo v Cubrilovićevih poznejših delih, ki se nanašajo na to obdobje.
Od leta 1918 do 1921 so bili pogromi, pokoli in izgon Albancev, saj so njihovo število zmanjšali iz 1.000.000 na približno 439.500, kjer so se priselili v Turčijo. Povečanje srbskega prebivalstva na Kosovu je bilo za jugoslovansko državo veliko težje doseči kot zmanjšanje albanskega z represivnimi ukrepi. Te lekcije se je naučil in zabeležil Vaso Čubrilović, izvajal pa jo je v obdobju Rankovića leta 45, kjer so bili sprejeti skoraj enaki ukrepi za albansko prebivalstvo.

### Od prve svetovne vojne do neodvisnosti
Med letoma 1918 in 1941 je bilo Kosovo del Kraljevine Jugoslavije.
Z delitvijo na okrožja leta 1922, je bilo območje razdeljeno na pet okrožij (oblasti) in to: Zetska oblast s sedežem na Cetinju (Peć, Đakovica), Raška oblast s sedežem v Čačku (Mitrovica, Leposavić), Kosovska oblast s sedežem v Prištini (Prizren, Podujevo, Kuršumlija), Oblast s sedežem v Vranju (Gnjilane, Kamenica), manjši deli pa so bili pripojeni v Skopsko oblast.
Jeseni leta 1926 je prišlo do večjega spopada med severno albanskimi plemeni in jugoslovansko vojsko. Spopad je nastal najprej na meji in se razširil na območje obeh držav. Prišlo je do konference veleposlanikov, ki jo je organiziralo Društvo narodov, zaradi ohranitve miru v Evropi. Konferenca je spremenila mejo med dvema državama: Kraljevini SHS je bil dodeljen albanski del bo Metohiji, Albaniji pa jugoslovanski del ob Vardarski Makedoniji. Območji se nista znatno razlikovali po površini.
Z razdelitvijo na banovine leta 1929 je bilo Kosovo razdeljeno na 3 banovine (Zetsko, Moravsko in Vardarsko), izginila je Kosovska oblast.
Že oblasti Kraljevine Srbije in Kraljevine Črne gore so izvajale agrarno reformo in se spuščale v politiko državnega terorizma nad albanskim prebivalstvom, to se je nadaljevalo tudi v Kraljevini Jugoslaviji in njeni agrarni reformi.
Po invaziji sil osi so Kosovo osvojile italijansko-albanske čete in večina pripade Albaniji pod italijansko upravo. Tedaj so bili v koncentracijskih taboriščih izvršeni zločini nad nealbanskim (srbskim, judovskim, romskim prebivalstvom. 100.000 Srbov je bilo izgnanih, 10.000 ubitih. Leta 1943 je Italija pristopila k zaveznikom in albanska lokalna uprava, ki ji pomagajo nemške oborožene sile vlada Kosovu.
Kosovarji in Kosovci so začeli narodnoosvobodilni boj jeseni leta 1942 z ustanovitvijo Glavnega štaba za Kosovo in Metohijo, ter partizanskega odreda Zejnel Ajdini. Ob koncu leta 1943 in začetku leta 1944, je bila v vasi Bujan (nad reko Valbono, okoli 10 km gorvodno od ustja v Beli Drim v Albaniji) konferenca Pokrajinskega komiteja KPJ za Kosovo in Metohijo na kateri so ustanovili Oblastni NOO za Kosovo in Dukagjin (albansko ime za Metohijo in obmejna območja Albanije).
Na zasedanju Oblastnega NOO Kosova in Metohije, 8. do 10. avgusta 1945 sklenejo, da se Kosovo in Metohija priključi Srbiji v okviru Demokratične federativne Jugoslavije z avtonomnim statusom.
Avtonomna Kosovsko-metohijska oblast (AKMO) kot sestavni del Srbije je bila ustanovljena leta 1945 kot del Demokratične federativne Jugoslavije oz. Federativne ljudske republike Jugoslavije (FLRJ). Leta 1959 je prišlo do prve diskusije o vpašanju narodnostne problematike v jugoslovanskem poliotičnem vrhu. Istega leta je bil del ozemlja ožje Srbije pripojen skrajno severnemu delu Kosova s skoraj čisto srbsko narodnostno sestavo prebivalstva. Ustava iz leta 1963 je ime Oblast v primeru Kosova spremenila v Pokrajina, zmanjšal(?) se je tudi avtonomni status, čeprav je bila formalno izenačena s statusom AP Vojvodine kot dela Socialistične republike Srbije znotraj SFRJ. Avtonomna pokrajina Kosovo je bila dejansko del SR Srbije.
Konec novembra 1968 je JNA prvič posredovala z namenom pomiritve prebivalstva. Albanci so tega leta v Prištini in drugih krajih na Kosovu 27. novembra, ki je državni praznik sosednje Albanije, množično odšli na ulice in zahtevali, naj Kosovo postane republika. Milica in JNA sta brutalno reagirali in zatrli nemire. Kljub temu je bila avtonomija leta 1968 z ustavnimi spremembami okrepljena in Kosovo je z razširitvijo avtonomnih pravic dejansko postalo kontitutivni subjekt federacije, skoraj izenačen s statusom republik kot Socialistična avtonomna pokrajina Kosovo (kratko SAP Kosovo), kar se je dejansko potrdilo tudi z novo jugoslovansko ustavo iz leta 1974, ko je dobilo svojega predstavnika v Predsedstvu SFRJ, pa tudi samo je dobilo predsestvo, enako kot "običajne" republike.
Po Titovi smrti 1980 so Albanci 1981 zahtevali enakopraven status Kosova z republikami v SFRJ, kar je spet sprožilo posredovanje vojske in razglasitev izrednega stanja. Konec 1980-ih sledijo novi nemiri in novo posredovanje policije. Leta 1989 Kosovo de facto izgubi status avtonomne pokrajine v SFRJ, ustava pokrajine je bila suspendirana. Srbija pa je kljub temu (enako kot velja za Vojvodino), obdržala člana predsedstva SFRJ iz Kosova, da bi imela večjo težo pri glasovanju. Kot odgovor na te poteze, skupina albanskih politikov sprejme Ustavo republike Kosova v Kačaniku in razglasi neodvisnost Kosova. Začnejo se spopadi z jugoslovanskim in srbskim vodstvom, in velik del albanskega življa bojkotira popis prebivalstva leta 1991 in vse volitve od tedaj dalje. Na referendumu leta 1991, ki ga Srbija ne prizna, se je večina izrekla za neodvisnost. Kosovo s Srbijo leta 1992 postane del Zvezne republike Jugoslavije. Spopadi se zaostrujejo in leta 1996 izbruhnejo v državljansko vojno med Osvobodilno vojsko Kosova in albanskimi paravojaškimi enotami na eni strani in srbsko-jugoslovanskimi silami na drugi. V vojni (1998–1999) je pobegnilo 1 milijon Albancev in skoraj 200.000 Srbov in ostalih, bilo je 12.000 mrtvih (9.000–10.000 Albancev, 1000–2000 Srbov, Romov, Bošnjakov in drugih). Leta 1999 NATO bombardira SRJ in prevzame Kosovo od jugoslovanske vojske, ZN pa to območje vzamejo pod svoj protektorat v skladu z resolucijo 1244. prišlo je do velikega eksodusa preostalega nealbanskega (v glavnem srbskega) prebivalstva. Neredi se nadaljujejo 15. marca 2004.
Po kosovski vojni leta 1999 je Resolucija 1244 Varnostnega sveta Združenih narodov določila, da je Kosovo ozemlje pod oblastjo Začasne upravne misije Združenih narodov na Kosovu  (UNMIK), katerega varnost zagotavlja Kosovska sila (KFOR) pod poveljstvom Nata, in pravno potrdila suverenost Srbije nad območjem. Po neuspešnih pogajanjih o ustavnem statusu Kosova pod pokroviteljstvom Združenih narodov je 17. februarja 2008 prehodna kosovska vlada enostransko razglasila neodvisnost od Srbije, se poimenovala Republika Kosovo (albansko Republika e Kosovës, srbsko Република Косово, Republika Kosovo) in bila deležna delnega mednarodnega priznanja državnosti (državo so priznale npr. Združene države Amerike in nekatere pomembne evropske države, 5. marca 2008 tudi Slovenija). Suverenosti Kosova poleg Srbije oporekajo še Azerbajdžan, Belorusija, Ciper, Gruzija, Kazahstan, Kitajska, Moldavija, Romunija, Rusija, Slovaška, Španija, Šrilanka, Vietnam in nekatere druge države. Njihovo stališče je, da je Kosovo srbska pokrajina z imenom Avtonomna pokrajina Kosovo in Metohija (srbsko Аутономна покрајина Косово и Метохија, Autonomna pokrajina Kosovo i Metohija, tudi Космет, Kosmet; albansko Krahina Autonome e Kosovës dhe Metohisë).
Kosovo meji severno na srbsko Podunavlje in Podrinje, zahodno na Črno goro ter južno na Albanijo in Severno Makedonijo. Kosovo ima štiri velika jezera, ki so bila umetno narejena v bivši Jugoslaviji. Največje jezero se imenuje Ujmani in je na severu Kosova, drugo največje je Radoniqit, preostali sta Batllava in Badovci.

## Geografija
Kosovo je po površini najmanjša država jugovzhodne Evrope. Reliefno sestoji iz dveh večjih kotlin: Kosovske (srednja višina 500 m) na vzhodu in Metohijske (srednja višina 350 m) na zahodu. Dno kotlin je prekrito s terciarnimi in kvartarnimi sedimenti. Obkroženi sta z visokimi gorami: Prokletijami (najvišji vrh Kosova je Đeravica, 2656 m), Žljebom (2365 m) in Mokro goro (2155 m) na severu ter Šar planino (2604 m) na jugozahodu. Gore so iz mezozojskih apnencev, paleozojskih skrilavcev in eruptivnih kamnin.
Kosovo ima površino 10.887 km². Okoli 40 % površine države prekrivajo gozdovi.
Podnebje je submediteransko do gorsko. Srednja januarska temperatura je 0–2 °C, srednja julijska pa 23–25 °C. Povprečna letna količina padavin se giblje od 500 do 1000 mm.
Reke pripadajo jadranskemu povodju (porečje Belega Drima), povodju Črnega morja (Tara, Piva, Lim, Ibar) in Egejskega morja (reka Nerodimka spaja v egejsko (porečje Vardarja) in črnomorsko povodje (porečje Donave) - bifurkacija). Najdaljše reke: Beli Drim (128 km, od tega 111,5 km na Kosovu), Sitnica (110 km), Ibar (280 km, od tega 85 km na Kosovu). Druge reke so še: Lab, Drenica, Lepenec, Pećka Bistrica, Erenik, Prizrenska Bistrica, Dečanska Bistrica, Krenica, Nerodimka. Kosovo ima štiri velika jezera, ki so bila umetno ustvarjena v bivši Jugoslaviji. Največje jezero Ujmani je na severu Kosova, drugo največje je Radoniqit, preostali sta Batllava in Badovci.
- Jezera: Vrbničko jezero (umetno), Svrčin, Sazlija
- Gore: Prokletije, Paštrik, Koritnik, Šar planina, Kopaonik.

### Meje Kosova
- z Albanijo - 111,7 km
- s Črno goro - 78,6 km
- s Severno Makedonijo - 158,7 km
- s Srbijo - 365,8 km

Skupno meja meri 700,7 km.

## Uprava
Kosovo sestavlja 30 občin in 7 okrožij: Đakovičko, Gnjilansko, Kosovskomitrovačko, Pećko, Prištinsko, Prizrensko in Uroševačko okrožje.

## Prebivalstvo
Glede na rezultate popisa iz leta 2020, na Kosovu živi 1,870,981 prebivalcev, od tega nekaj več kot 93 % Albancev, 1,47 % Srbov.
Ker so se Albanci na Kosovu odločili bojkotirati vse srbske institucije od 1990-ih, tudi popis prebivalstva, je težko ugotoviti točno število prebivalcev za nazaj. Ocenjuje se da je Kosovo imelo leta 2002 okoli 2,3 milijona prebivalcev, od teh veliko večino Albancev (88 %), sledijo Srbi (7 %) in manjšine: Gorani, Bošnjaki, Romi, Črnogorci, Turki, Aškali (Egipčani?) in Hrvati (Janjevci). Gostota poseljenosti je bila 205 preb./km2.
Srbi so v znatnem deležu (kot večinsko prebivalstvo) poseljeni jugovzhodno od Prizrena in zlati na severovzhodu Kosova. Nekaj Črnogorcev je v okolici Peći. Goranci živijo v vaseh ob albanski meji pri Đakovici in Dragašu (naselje imenovano Gora). Turki so pomembna skupnost v Prizrenu. Hrvati živijo v vaseh Janjevo, Letnica in manjših drugih.
Na Kosovu je največji naravni prirast prebivalstva v Evropi, predvsem pri Albancih, v regiji Sandžak in pri Hrvatih. V bivši SFRJ je bila na Kosovu največja stopnja nepismenosti zaradi diskriminacije.
| Uvrstitev | Angleško ime      | Albansko          | Srbsko             | Prebivalstvo (2011) | Velikost (km2) | Gostota (km2) | Naselja |
| --------- | ----------------- | ----------------- | ------------------ | ------------------- | -------------- | ------------- | ------- |
| 1         | Pristina          | Prishtinë         | Priština           | 198,897             | 572            | 347.7         | 41      |
| 7         | Podujevo          | Besianë           | Podujevo           | 88,499              | 663            | 133.5         | 76      |
| 11        | Glogovac          | Drenas            | Glogovac           | 58,531              | 290            | 201.8         | 37      |
| 12        | Lipljan           | Lipjan            | Lipljan            | 57,605              | 422            | 136.5         | 70      |
| 21        | Kosovo Polje      | Fushë Kosovë      | Kosovo Polje       | 34,827              | 83             | 419.6         | 15      |
| 26        | Obilić            | Obiliq/Kastriot   | Obilić             | 21,549              | 105            | 205.2         | 19      |
| 30        | Gracanica         | Graçanicë         | Gračanica          | 10,675              | 131            | 81.5          | 16      |
| 33        | Novo Brdo         | Artana            | Novo Brdo          | 6,729               | 204            | 33            | 24      |
| —         | Okrožje Prištine  | Okrožje Prištine  |                    | 477,312             | 2,470          | 193.2         | 298     |
| 2         | Prizren           | Prizren(i)        | Prizren            | 177,781             | 626            | 284           | 74      |
| 10        | Theranda          | Therandë          | Suva Reka          | 59,722              | 306            | 178.5         | 42      |
| 14        | Mališevo          | Malishevë         | Mališevo           | 54,613              | 361            | 165.4         | 43      |
| 22        | Dragaš            | Dragash           | Dragaš             | 33,997              | 435            | 78.2          | 35      |
| 35        | Mamuša            | Mamushë           | Mamuša             | 5,507               | 11             | 500.6         | –       |
| —         | Okrožje Prizrena  | Okrožje Prizrena  |                    | 331,670             | 1,397          | 237.4         | 195     |
| 23        | Kaçanik           | Kaçanik           | Kačanik            | 33,454              | 221            | 151.4         | 31      |
| 25        | Shtime            | Shtime            | Štimlje            | 27,324              | 134            | 203.9         | 23      |
| 31        | Elez Han          | Hani i Elezit     | Đeneral Janković   | 9,389               | 83             | 113.1         | 11      |
| 32        | Štrpce            | Shtërpcë          | Štrpce             | 6,949               | 247            | 28.1          | 16      |
| —         | Okrožje Ferizaja  | Okrožje Ferizaja  |                    | 185,806             | 1,030          | 180.4         | 126     |
| 3         | Ferizaj           | Ferizaj           | Uroševac           | 108,690             | 345            | 315           | 45      |
| —         | Okrožje Pejë      | Okrožje Pejë      |                    | 174,235             | 1,365          | 127.6         | 118     |
| 19        | Klina             | Klinë             | Klina              | 38,496              | 308            | 125           | 54      |
| 4         | Peć               | Pejë              | Peć                | 96,450              | 603            | 160           | 14      |
| 17        | Istog             | Istog             | Istok              | 39,289              | 454            | 86.5          | 50      |
| 5         | Gjakova           | Gjakova/Gjakovë   | Đakovica           | 94,557              | 587            | 161.1         | 91      |
| 13        | Rahovec           | Rahovec           | Orahovac           | 55,053              | 276            | 199.5         | 32      |
| 18        | Deçan             | Deçan             | Dečani             | 38,984              | 180            | 216.6         | 37      |
| 34        | Junik             | Junik             | Junik              | 6,078               | 86             | 70.7          | 10      |
| —         | Okrožje Gjakove   | Okrožje Gjakove   |                    | 194,672             | 1,129          | 172.4         | 170     |
| 8         | Mitrovica         | Mitrovicë         | Kosovska Mitrovica | 71,909              | 350            | 205.5         | 45      |
| 9         | Vučitrn           | Vushtrri          | Vučitrn            | 69,870              | 344            | 203.1         | 67      |
| 15        | Skenderaj         | Skënderaj         | Srbica             | 50,858              | 378            | 134.5         | 49      |
| 24        | North Mitrovica   | Mitrovica Veriore | Severna Mitrovica  | 29,460              | 11             | 2,678.2       | –       |
| 27        | Leposavić         | Albanik           | Leposavić          | 18,600              | 539            | 34.5          | 42      |
| 28        | Zvečan            | Zveçan            | Zvečan             | 16,650              | 122            | 136.5         | 35      |
| 29        | Zubin Potok       | Zubin Potoku      | Zubin Potok        | 14,900              | 333            | 44.7          | 29      |
| —         | Okrožje Mitrovice | Okrožje Mitrovice |                    | 272,247             | 2,077          | 131.1         | 267     |
| 6         | Gjilan            | Gjilan            | Gnjilane           | 90,015              | 385            | 233.8         | 54      |
| 16        | Vitina            | Viti              | Vitina             | 46,959              | 278            | 168.9         | 39      |
| 20        | Dardan            | Dardanë           | Kamenica           | 35,600              | 423            | 84.2          | 58      |
| 36        | Ranilug           | Ranillug          | Ranilug            | 3,866               | 78             | 49.6          | 18      |
| 37        | Klokot            | Kllokot           | Klokot             | 2,556               | 24             | 106.5         | 4       |
| 38        | Parteš            | Partesh           | Parteš             | 1,787               | 18             | 99.3          | 3       |
| —         | Okrožje Gjilana   | Okrožje Gjilana   |                    | 180,783             | 1,206          | 149.9         | 287     |
| Kosovo    | Kosovo            | Kosovo            |                    | 1,816,675           | 10,908         | 170           | 1,339   |

## Religija
Religija na Kosovu je ločena od države. Ustava določa Kosovo kot sekularno državo, ki je nevtralna glede verskih prepričanj in kjer so vsi enaki, preden je zagotovljen zakon in svoboda verovanja, vesti in vere.Religija na Kosovu (Evropska socialna raziskava 2012).
- Muslimani 88 %
- Katoliki 2,2 %
- Pravoslavci 1,5 %
- Ne-verniki 2,9 %
- Drugo 0,4 %

## Kultura

### Umetnost
Arhitektura Kosova sega v neolitik, bronasto dobo in srednji vek. Nanjo je vplivala prisotnost različnih civilizacij in religij, o čemer pričajo strukture, ki so preživele do danes.
Kosovo je dom številnih samostanov in cerkva iz 13. in 14. stoletja, ki predstavljajo srbsko pravoslavno dediščino. Arhitekturna dediščina iz osmanskega obdobja vključuje mošeje in hamame iz 15., 16. in 17. stoletja. Druge zanimive zgodovinske arhitekturne strukture so kule iz 18. in 19. stoletja, pa tudi številni mostovi, urbana središča in trdnjave. Čeprav nekatere ljudske stavbe same po sebi ne veljajo za pomembne, so skupaj zelo zanimive. Med konfliktom na Kosovu leta 1999 je bilo veliko stavb, ki predstavljajo to dediščino, uničenih ali poškodovanih. V regiji Dukagjini je bilo napadenih najmanj 500 kul, večina pa jih je bila uničenih ali kako drugače poškodovanih.
Leta 2004 je UNESCO priznal samostan Visoki Dečani za svetovno dediščino zaradi izjemne univerzalne vrednosti. Dve leti pozneje je bila dediščina razširjena kot serijska nominacija, v katero so vključeni še trije verski spomeniki: Pećka patriarhija, Naša Gospa Ljeviška in samostan Gračanica pod imenom Srednjeveški spomeniki na Kosovu. Sestavljen je iz štirih srbskih pravoslavnih cerkva in samostanov, ki predstavljajo zlitje vzhodne pravoslavne bizantinske in zahodne romanske cerkvene arhitekture, ki tvorijo paleološki renesančni slog. Gradnjo so ustanovili pripadniki rodbine Nemanjić, najpomembnejše srbske rodbine v srednjem veku.
Ti spomeniki so bili napadeni, zlasti med etničnim nasiljem leta 2004. Leta 2006 je bila posest vpisana na Seznam ogrožene svetovne dediščine zaradi težav pri upravljanju in ohranjanju zaradi politične nestabilnosti regije.
Kosovska umetnost je bila mednarodni javnosti zelo dolgo neznana, saj mnogi umetniki zaradi režima svoje umetnosti niso mogli razstavljati v umetniških galerijah, zato so vedno iskali alternative in so se celo zatekali k temu, da bi vzeli stvari na svoje roke. Do leta 1990 so kosovski umetniki predstavljali svojo umetnost v številnih prestižnih svetovno priznanih središčih. Zaradi edinstvenega pristopa do umetnosti glede na okoliščine, v katerih so nastale, so bile potrjene in visoko ocenjene, zaradi česar so bile prepoznavne in izvirne.
Februarja 1979 je bila ustanovljena Kosovska narodna umetniška galerija. Postala je najvišja institucija vizualne umetnosti na Kosovu. Imena najvidnejših umetnikov Kosova so Muslim Mulliqi. Engjëll Berisha, Masar Caka, Tahir Emra, Abdullah Gërguri, Hysni Krasniqi, Nimon Lokaj, Aziz Nimani, Ramadan Ramadani, Esat Valla in Lendita Zeqiraj, ki so redki albanski slikarji, rojeni na Kosovu.

### Kuhinja
Kosovska kuhinja je mešana z vplivi albanskega in srbskega izvora njenega večinskega prebivalstva. Na stičišču albanske, osmanske, romanske in slovanske kulture je Kosovo obogatilo svojo lastno kuhinjo, pri čemer je sprejelo in ohranilo nekatere svoje kuharske tradicije in tehnike.
Hrana je pomemben sestavni del družbenega življenja prebivalcev Kosova, zlasti med verskimi prazniki, kot so božič, velika noč in ramazan. Baklavo, lokum in halvo za svečane priložnosti tradicionalno pripravljajo skoraj v vsakem gospodinjstvu na Kosovu in na Balkanu, ne glede na narodnost ali kulturno identiteto.
Morda najbolj izstopajoči in tradicionalni primeri kosovske hrane vključujejo flia in pite, ki ju postrežejo z različno zelenjavo, sadnimi konzervami, medom in jogurtom. Flia je sestavljena iz večplastnega krepa in je pretežno premazana s smetano, pite pa je napolnjena z mešanico slanega sira, mesa, krompirja ali pora.
Kuhinja Kosova vključuje široko paleto svežega sadja, zelenjave in zelišč, kot so sol, rdeči in črni poper ter vegeta. Prebivalci Kosova uživajo v široki paleti mesnih in ribjih izdelkov med drugim piščancev, govedine, kebab, sujuk in jagnjetina, ki zaradi verske povezanosti velja za tradicionalno meso za verske priložnosti.
Čaj, kot je gorski čaj v albanskem slogu ali črni čaj v ruskem in turškem slogu, je zelo razširjena pijača po vsem Kosovu in se še posebej streže v kavarnah, restavracijah ali doma. Kava je še ena priljubljena pijača, čeprav je Kosovo prežeto s kulturo in njihova kultura kave je velik del sodobne družbe.

### Glasba
Čeprav je glasba na Kosovu raznolika, še vedno obstajata pristna albanska in srbska glasba. Za albansko glasbo je značilna uporaba Çifteli. Klasična glasba je na Kosovu dobro poznana in jo poučujejo na več glasbenih šolah in univerzah. Leta 2014 je Kosovo prijavilo svoj prvi film za oskarja za najboljši tujejezični film Three Windows and a Hanging v režiji Ise Qosje.
V preteklosti so epsko poezijo na Kosovu in v severni Albaniji peli na lahuti, nato pa so uporabljali bolj uglašeno çiftelia, ki ima dve struni - eno za melodijo in drugo za drone. Kosovska glasba je pod vplivom turške glasbe zaradi skoraj 500-letne osmanske vladavine na Kosovu, čeprav je kosovska folklora ohranila svojo izvirnost in zglednost. Arheološke raziskave povedo, kako stara je ta tradicija in kako se je razvijala vzporedno z drugo tradicionalno glasbo na Balkanu. Korenine iz 5. stoletja pred našim štetjem so bile najdene v slikah na kamnih pevcev z inštrumenti. (Tam je znan portret "Panija", ki drži instrument, podoben flavti).
Umetniki sodobne glasbe Rita Ora, Dua Lipa in Era Istrefi so vse albanskega porekla in so za svojo glasbo dosegli mednarodno priznanje. Eden od priznanih glasbenikov iz Prizrena je kitarist Petrit Çeku, dobitnik več mednarodnih nagrad.
Srbska glasba s Kosova predstavlja mešanico tradicionalne glasbe, ki je del širše balkanske tradicije, s svojim značilnim zvokom ter različnimi zahodnimi in turškimi vplivi. Srbske pesmi s Kosova so bile navdih za 12. pesemski venec skladatelja Stevana Mokranjca. Večino srbske glasbe s Kosova je prevladovala cerkvena glasba z lastnim deležem zapete epske poezije. Srbski nacionalni instrument gusle se uporablja tudi na Kosovu.

## Znane osebe
Najbolj znane osebe s Kosova so pevke Rita Ora, Ava Max, Dua Lipa in Bebe Rexha ter nogometaši Adnan Januzaj, Xherdan Shaqiri, Valon Behrami in Granit Xhaka.